# Зміїна битва
«Зміїна битва» (Boa vs. Python) — науково-фантастичний фільм жахів 2004 року. Режисер Девід Флорес; сценарій Чейза Паркера та Сема Веллса.

## Про фільм
Після втечі генетично зміненого пітона, який нападає на людей, агент ФБР звертається за допомогою до герпетолога та морського біолога, щоб він допоміг вбити його.
Для цього випускають гігантського удава, яким вчений володіє.

## Знімались
| Актор             | Роль    |
| ----------------- | ------- |
| Девід Г'юлетт     | Еммет   |
| Джеймі Бергман    | Моніка  |
| Кірк Б. Р. Воллер | Шарп    |
| Ангел Боріс       | Еве     |
| Гріфф Ферст       | Джеймс  |
| Атанас Сребрев    | Фолі    |
| Гарі Анічкін      | Текс    |
| Асен Блатечкі     | Рамон   |
| Велізар Бінев     | Луїс    |
| Ніколай Сотиров   | ведучий |